# Mathis Schrader
Mathis Schrader (* 22. Februar 1946 in Breitenborn) ist ein deutscher Schauspieler, Regisseur und Hörspielsprecher.

## Leben
Der 1946  in Breitenborn geborene Mathis Schrader absolvierte von 1968 bis 1971 die Staatliche Schauspielschule Berlin. Sein erstes Engagement trat er an den Bühnen der Stadt Gera an, es folgten Auftritte an Theatern in Karl-Marx-Stadt, Meiningen, Radebeul, Halle (Saale), Annaberg, Zwickau, Berlin, Hannover, Düsseldorf, Dresden, Pforzheim, Fürth, Hildesheim, Rostock, Mannheim und Schwarzburg.
Bekannt ist Mathis Schrader auch durch seine zahlreichen Auftritte vor der Kamera für Spielfilme und das Fernsehen sowie die Mitwirkung an mehreren Hörspielen und Hörbüchern, zudem übersetzte er Theaterstücke aus der französischen in die deutsche Sprache. Einen weiteren großen Teil seiner Arbeit nehmen die von ihm veranstalteten Lesungen und Verpflichtungen als Moderator und Conférencier von Veranstaltungen ein. Ab Mitte 2005 wirkte er als Dozent an der Filmschauspielschule Berlin.

## Filmografie
- 1970: Rottenknechte (TV-Fünfteiler)
- 1971: Standesamt – Eintritt frei
- 1973: Die sieben Affären der Doña Juanita (TV-Vierteiler)
- 1974: Die Frauen der Wardins (TV-Dreiteiler)
- 1983: Der Aufenthalt
- 1986: Das Haus am Fluß
- 1987: Die Alleinseglerin
- 1988: Mit Leib und Seele
- 1991: Die Sprungdeckeluhr
- 1994: Immer wieder Sonntag (Fernsehserie, 4 Folgen)
- 2000: Wolffs Revier (Fernsehserie, 1 Folge)
- 2014: Mit Burnout durch den Wald

## Theater

### Schauspieler
- 1975: Alexander Wampilow: Letzten Sommer in Tschulimsk (Paschka) – Regie: Gerhard Meyer (Städtische Theater Karl-Marx-Stadt)
- 1980: Molière:  George Dandin oder Der gefoppte Ehemann – Regie: Christian Bleyhoeffer (Landesbühnen Sachsen – Radebeul)
- 1980: Alexander Wampilow: Der ältere Sohn – Regie: Peter Krüger (Landesbühnen Sachsen – Radebeul)
- 1981: William Shakespeare: Ein Sommernachtstraum – Regie: Gertrude Schareck (Landesbühnen Sachsen – Radebeul)
- 1984: Friedrich Schiller:  Die Jungfrau von Orleans (Karl VII.) – Regie: Peter Krüger (Landesbühnen Sachsen – Radebeul)
- 1989: Johann Wolfgang von Goethe: Faust. Eine Tragödie. – Regie: Peter Krüger (Bühnen der Stadt Zwickau - Gewandhaus)
- 1990: Franz Kafka: Ein Bericht für eine Akademie (Ex-Affe Rotpeter) – Regie: Gerd Eichhorn (Theaterloge-Mitte II – Berlin)
- 1992: Stanisław Ignacy Witkiewicz: Die Schuster (Skornutt) – Regie: Peter Staatsmann (Theater Syndikat Berlin)
- 2000: Charles Laurence: Meine dicke Freundin – Regie: James von Berlepsch (Neues Theater Hannover)
- 2000: Curt Goetz: Das Haus in Montevideo – Regie: James von Berlepsch (Neues Theater Hannover)

## Theater

### Regisseur
- 1984: Helmut Menschel nach Karl May: Der Schatz im Silbersee (Landesbühnen Sachsen – Felsenbühne Rathen)
- 2008: Nikolai Gogol: Die Heirat (Filmschauspielschule Berlin – Studiobühne)
- 2009: Euripides: Medea – Regie mit Ulla J. Zilges (Filmschauspielschule Berlin – Studiobühne)
- 2010: Frank Wedekind: Frühlings Erwachen (Filmschauspielschule Berlin – Studiobühne)

## Hörspiele
- 2010: Henning Mankell: Mörder ohne Gesicht (Sten Widén) – Regie: Christian Hagitte/ Simon Bertling (Kriminalhörspiel – Der Hörverlag)
- 2011: Heiko Martens: Versehrung (Bruder Joseph) – Regie: Cristian Hagitte/Simon Berling (Kriminalhörspiel aus der Reihe Prof. Sigmund Freud – HR / STIL Musik & Hörspiel)